# Machon Chana
Machon Chana è un collegio religioso privato per donne ebree, affiliate al movimento chassidico Chabad e che desiderano raggiungere il  Baalot Teshuva – donne di estrazione non-ortodossa che cercano il riavvicinamente alla religione.  La scuola ha sede a Crown Heights, nel quartiere di Brooklyn (New York).

## Storia
La scuola Machon Chana fu fondata nel 1972 come istituzione educativa femminile, per donne non appartenenti all'ebraismo ortodosso e che cercavano di rientrare in un ambiente ebraico autentico. La scuola è aperta a tutte le donne di tutte le età e si concentra sullo studio della Torah.
Il Rebbe Lubavitcher, Menachem Mendel Schneerson, intese questa istituzione come un modo per introdurre all'ebraismo osservante giovani ebree di estrazione secolare, tramite la didattica scolastica.

## Direzione e missione
Sara Labkowski è la fondatrice e direttrice di Machon Chana.
La missione della scuola Machon Chana è descritta nel documento costitutivo:

## Studentato
Circa 50 studentesse da tutte le parti del mondo, studiano presso la scuola annualmente, di svariate estrazioni ebraiche, con alcune che non sanno l'alfabeto ebraico.